# Navdeep (actor)
Navdeep Pallapolu (nacido el 26 de enero de 1986) es un actor y personalidad televisiva indio conocido por su trabajo principalmente en la industria cinematográfica telugu, con incursiones en tamil e hindi. Hizo su debut en el cine en 2004 con el drama deportivo patriótico "Jai". Ha destacado en películas como "Arinthum Ariyamalum" (2005), "Gowtam SSC" (2005), "Chandamama" (2007), "Arya 2" (2009), "Baadshah" (2013), "Ice Cream" (2014), "Dhruva" (2016), "Nene Raju Nene Mantri" (2017), "Ragini MMS: Returns 2" (2019), "Ala Vaikunthapurramloo" (2020), "Seeru" (2020), "Masti's" (2020), "Run" (2020), "Newsense" (2023) y "Eagle" (2024).
Navdeep ha dejado una marca significativa en la industria televisiva como finalista en la primera temporada del popular reality show Bigg Boss Telugu. Además, ha sido presentador de programas de juegos como Super y Tollywood Squares, y también se desempeñó como juez en el programa de comedia Adhirindi.

## Carrera

### Películas
Navdeep ha tenido una carrera cinematográfica versátil, comenzando con su papel como un boxeador luchando contra terroristas en la exitosa película romántica telugu "Jai" en 2004. Su actuación en el éxito de taquilla tamil "Arinthum Ariyamalum" en 2005, donde interpretó a un héroe separado de su padre, también fue bien recibida. A pesar de ser reconocido como un actor talentoso, muchas de sus películas posteriores no lograron destacarse y no tuvieron éxito en la taquilla.
La película "Chandamama" de 2007 representó una gran oportunidad para Navdeep, donde compartió pantalla con Kajal Aggarwal y recibió elogios por su interpretación de un joven coqueto y juguetón. Esta película fue uno de los mayores éxitos de taquilla de ese año, lo que contribuyó a destacar tanto a Navdeep como a Kajal. Luego, en "Arya 2", donde volvió a actuar junto a Kajal y Allu Arjun, Navdeep recibió elogios por su interpretación de un personaje con matices grises. Aunque la película estaba encabezada por Allu Arjun, Navdeep dejó su huella en este éxito de taquilla.
De 2010 a 2013, Navdeep continuó protagonizando una variedad de películas, que incluyen "Om Shanti" junto a Aditi Sharma y Kajal Aggarwal, así como Nikhil Siddharth. También participó en el thriller de misterio "Yagam", la comedia de payasadas "Mugguru", el drama romántico "Aakasame Haddu", y tuvo un cameo en "Oh My Friend". A pesar de su participación en estas películas, ninguna logró destacar en la taquilla.
En 2013, Navdeep asumió el papel del antagonista junto a Jr. NTR en "Baadshah", lo que resultó en un éxito de taquilla. Más tarde ese mismo año, protagonizó la película masala "Vasool Raja", en la que Srihari tuvo un papel destacado, pero lamentablemente, no logró el éxito esperado en la taquilla. En 2014, su comedia criminal "Bangaru Kodipetta" fue una empresa de éxito moderado, protagonizada junto a Swathi Reddy. Luego, desempeñó el papel principal en el thriller de terror sobrenatural "Ice Cream", que fue un éxito de taquilla. También tuvo un papel como anfitrión en los "Terceros Premios Internacionales de Cine del Sur de la India". Realizó un cameo en "Anukshanam" y protagonizó la película "Poga", que no logró el éxito esperado. En 2015, protagonizó otro drama criminal titulado "Bham Bolenath", que lamentablemente fracasó en la taquilla. Además, hizo un cameo en la película tamil "Idhu Enna Maayam".
En 2016, Navdeep coorganizó los primeros premios IIFA Utsavam junto a Allu Sirish y Regina Cassandra. Además, hizo un cameo en la película hindi "Azhar" y desempeñó un papel secundario importante en la exitosa película "Dhruva" protagonizada por Ram Charan. Posteriormente, tuvo un papel crucial en "Nene Raju Nene Mantri" en 2017, compartiendo pantalla con Rana Daggubati. Además, alcanzó el cuarto lugar en el reality show Bigg Boss Telugu en 2017.
En 2018, protagonizó "Gangstars", una serie web de drama criminal junto a Jagapati Babu y Swetha Basu Prasad, que fue ampliamente promocionada como una película y recibió una respuesta positiva. Tras el éxito de "Gangstars", regresó al papel protagónico en la comedia romántica "Next Enti" en 2018, junto a Tamannaah y Sundeep Kishan. Sin embargo, la película no logró destacarse en taquilla.
En 2020, interpretó un papel secundario en la exitosa comedia de acción "Ala Vaikunthapurramloo", protagonizada por Allu Arjun y Pooja Hegde. Ese mismo año, protagonizó el thriller psicológico "Run", que recibió críticas mixtas.
Navdeep ha contribuido prestando su voz a un tutorial de software animado sobre educación sobre el VIH/sida creado por la organización sin fines de lucro TeachAids. Además, se destaca por su compromiso humanitario, apoyando diversas causas y organizaciones benéficas.

### Televisión
Navdeep ha dejado su huella en la televisión como presentador de la adaptación de "Fear Factor" en telugu, "Super", así como en varios festivales de cine. Su participación más destacada en televisión fue como concursante comodín en el popular reality show "Bigg Boss Telugu", donde recibió elogios por su encanto e ingenio, alcanzando el cuarto lugar. Posteriormente, protagonizó la comedia romántica "Mana Mugguri Love Story" de Yupp TV, interpretando a un exitoso y afable hombre de negocios. El programa, también protagonizado por Tejaswi Madivada y Adith Arun, fue bien recibido.
En 2018, Navdeep comenzó a presentar su propio programa de juegos, "Tollywood Squares", en Star Maa, atrayendo a numerosas celebridades como participantes. La primera temporada del programa contó con 26 episodios.

## Caso de drogas
El 11 de octubre de 2023, Navdeep fue interrogado por la Dirección de Ejecución (ED) durante más de ocho horas en relación con un caso de drogas. El Departamento de Emergencias registró su declaración como parte de una investigación en curso. La Oficina Antinarcóticos del Estado de Telangana lo había interrogado anteriormente en relación con un caso de presunto contacto con traficantes de drogas nigerianos. Aunque el tribunal superior de Telangana le otorgó una libertad bajo fianza anticipada, recibió una notificación en virtud de la Sección 41A del CrPC. El Departamento de Emergencias está investigando el ángulo del lavado de dinero en un escándalo de drogas de 2017 basándose en hojas de cargos presentadas por el departamento de impuestos especiales en múltiples casos de drogas. Varios otros actores de Tollywood, incluidos Rakul Preet Singh, Rana Daggubati, Ravi Teja, Charmee Kaur, Mumaith Khan, Tanish, Nandu y Tarun, también han sido interrogados por el ED en relación con este caso, que gira principalmente en torno al acusado clave Calvin Mascarenhas y otros involucrados en el tráfico de drogas.